# Alicia Dussán de Reichel
Alicia Dussán de Reichel-Dolmatoff (Bogotá, 16 de outubro de 1920 — 17 de maio de 2023) foi uma antropóloga e arqueóloga colombiana, além de professora e pesquisadora em defesa da diversidade cultural e étnica na Colômbia.
Foi pioneira em seu país no desenvolvimento das ciências sociais e humanas, bem como nos estudos de gênero na região Caribe da Colômbia.
Pertenceu à Academia Colombiana de Ciências Exatas, Físicas e Naturais.

## Biografia
Alicia Dussán passou sua infância no bairro de Las Nieves, mas em consequência da crise dos anos 30 se mudou com sua família para o bairro de Chapinero, ambos na capital Bogotá.
Estudou no Ginásio Feminino, uma escola particular que aplicava as inovações pedagógicas da denominada Escola Nova, baseada nas propostas de Decroly, Montessori, entre outros. Foi uma grande estudante, esportista e capitã das equipes de basquete, vôlei e baseball. Muito cedo tomou consciência e interesse pela diversidade cultural e as ciências sociais. Se questionou sobre o sentimento de superioridade de umas culturas que destruíam outras e por que existia na Colômbia tanto desprezo das elites consideradas brancas sobre indígenas, afrocolombianos e a maioria de população mestiça do país.
Seus pais sempre a apoiaram e defenderam uma educação laica, moderna e liberal. Frequentavam ambientes intelectuais onde teve a oportunidade de conhecer personagens como o engenheiro Pedro Uribe Gaugin (parente do famoso pintor) ou o poeta José Eustasio Rivera.
Dussán se graduou em 1938 e queria estudar ciências sociais na França, mas antes de iniciar sua carreira teve a oportunidade de ir a Berlim, onde realizou alguns cursos introdutórios prévios à universidade com estudantes de todo mundo. Além disso, conheceu as coleções do Museu Etnológico de Berlim e parte do material do etnólogo e antropólogo Konrad Theodor Preuss. No entanto, em consequência da Segunda Guerra Mundial, em 1939 teve que regressar a Bogotá.
Finalmente se graduou em Etnologia no Instituto Etnológico Nacional, em 1941.
Casou-se em 1943 com o também antropólogo Gerardo Reichel-Dolmatoff e juntos realizaram relevantes investigações no Caribe e em outras regiões da Colômbia.

## Trajetória
Alicia Dussán entrou em 1940 na Universidade Nacional da Colômbia numa época em que poucas mulheres o conseguiam. Iniciou a carreira de Direito e realizou alguns cursos de antropologia e sociologia, mantendo seu interesse pelo passado pré-hispânico e as culturas indígenas. Quando no ano seguinte foi criado o Instituto Etnológico Nacional deixou os estudos de direito pelos de etnologia.
Fez parte da primeira geração de estudantes de Etnologia do Instituto Etnológico Nacional (IEN), fundado pelo célebre etnólogo francês Paul Rivet e com apoio do então presidente da República Eduardo Santos. Rivet implementou a metodologia francesa no enfoque de investigação da primeira geração de estudantes. As descrições físicas e culturais dos grupos indígenas e de outras etnias eram essenciais para mostrar os resultados das expedições. Todo isso sentou as bases iniciais da antropologia e da arqueologia modernas na Colômbia.
Pertenceu à primeira geração de mulheres que ingressaram na educação superior naquele país, das quais um destacado grupo transitou desde a Escola Normal ao Instituto Etnológico Nacional. Com Rivet se formaram e especializaram como etnólogas. Não somente estiveram entre as primeiras profissionais na Colômbia, mas também formaram o primeiro grupo de cientistas no campo da antropologia na América Latina, entre cujas figuras fundacionais predominaram os homens.

### Explorações indigenistas
Desde muito jovem, se destacou por seu interesse pela antropologia e a arqueologia; e se converteu, em poucos anos, numa experimentada “trabalhadora de campo”. Depois do casamento com Gerardo Reichel-Dolmatoff em 1943, o casal viajou a Honda, onde aproveitaram para examinar uma coleção de urnas funerárias encontradas na bacia do rio Magdalena.
Dussán e Reichel-Dolmatoff embarcaram num estudo sobre a antropologia física dos pijaos no Grande Tolima (1943-1944). Os resultados de suas investigações ajudaram a consolidar as petições de reconhecimento de reservas indígenas ante as autoridades regionais e nacionais do país, já que estas negavam tais direitos aos habitantes locais, ao não reconhecer neles sua condição de indígenas.
Em outra expedição, desta vez à Sierra de Perijá, Dussán quase morre depois de contrair malária, tendo que ser movida à cidade de Barranquilla para receber tratamento.
De tal forma, na década de 1940, se consolidaram a exploração indigenista e o apoio a estas comunidades desconhecidas até então, através de expedições por lugares inexplorados do país. “Um dos objetivos específicos foi coletar peças que, além de enriquecer de maneira definitiva e excepcional as coleções do IEN, dessem conta da tecnologia e da cultura material desse momento”, para assim dar um status formal à riqueza pré-hispânica do país. Alicia Dussán exerceu estas expedições de maneira constante durante esta década e financiou a maioria das investigações que fez para o IEN, além de formar uma geração de antropólogos através destas atividades.

### Costa caribenha
Seus interesses a levaram a se desempenhar como arqueóloga e etnóloga na Costa caribenha da Colômbia e a fundar com seu esposo o Museu Etnológico do Magdalena, no qual transformou a maneira como até então se representavam as culturas indígenas.
Do extenso trabalho realizado junto a seu esposo no Caribe, o mais destacado é o estudo de uma comunidade mestiça no departamento do Cesar e a publicação da monografia intitulada O povo do Aritama. Assim como a descoberta, em 1960, bem perto do Canal do Dique (Bolívar), da cerâmica mais antiga da América.
Ambos também realizaram importantes investigações arqueológicas e antropológicas na costa do Pacífico colombiano. Seu trabalho não se limitou exclusivamente à investigação e à docência. Passou também ao campo do ativismo político na luta pelo reconhecimento e o respeito aos territórios indígenas, propondo, desde 1950, a constituição de novas reservas.
No campo do ensino é relembrada como cofundadora e professora do departamento de antropologia da Universidade dos Andes, que Dussán e seu esposo fundaram em 1963.
Foi, durante duas décadas, a única mulher arqueóloga colombiana. Em sua vida pessoal e acadêmica teve que enfrentar desafios e preconceitos, rivalidades e incompreensão.
Seu interesse e seu trabalho na museologia a levariam mais tarde a ser assessora técnica da montagem do Museu do Ouro (1967), chefa da Divisão de Museus e Restauração de Instituto Colombiano da Cultura (1970-1973), curadora visitante do Museu de História Cultural da Universidade da Califórnia (1978) e assistente investigadora do Museu do Condado de Los Angeles (1980).
Em 2020, por ocasião do seu centenário, o Centro ODS para América Latina e o Caribe da Universidade dos Andes (CODS) organizou uma homenagem em reconhecimento à sua figura como precursora da Antropologia na Colômbia e referência nos estudos sobre etnologia na América Latina.

## Publicações
Fosse de maneira independente ou junto com seu esposo, Gerardo Reichel-Dolmatoff, com quem estabeleceria uma colaboração frutífera, ela deixou um extenso legado de publicações sobre uma grande variedade de temas arqueológicos e etnográficos, resultado de investigações feitas ao longo da Colômbia.
De suas 53 publicações, 23 são em coautoria com seu esposo. Se adiantou à sua época ao realizar trabalhos de antropologia urbana, antropologia física, antropologia aplicada e antropologia médica, sendo também pioneira dos estudos de gênero na Colômbia.
- 1953: Características da personalidade masculina e feminina em Taganga. Revista Colombiana de Antropologia. Bogotá. 2: 89-103
- 1953: Práticas culinárias numa população mestiça da Colômbia. Revista de Folklore. Segunda Época. Bogotá. 2: 105-138.
- 1954: Vestuário e alimentação como fatores de prestígio numa população mestiça da Colômbia. Atas do XXXI Congresso Internacional de Americanistas. São Paulo. 1: 271-280.
- 1954: Crespo: Um novo complexo arqueológico do norte da Colômbia. Revista Colombiana de Antropologia. Bogotá. 3: 173-188.
- 1973: Guia dos Museus da Colômbia. Instituto Colombiano da Cultura (Colcultura). Bogotá. 141 pg.
- 1979: Some observations on the Prehistoric Goldwork of Colombia. E. Berson. (ed). Precolombian Metallurgy of South America. Dumbarton Oaks. Harvard University. pg: 41-52
- 1979: L'education dês enfants dans um village de Colombie. XXXI Revue Internationale of Sciences Sociais. Unesco. Paris. pg: 440-449.
- 1984: Paul Rivett e sua época. Rev. Acad. Colomb. Cienc. Bogotá. 15(59): 101-106.

## Reconhecimentos
- 2011. Oficial da Ordem de Artes e Letras - Governo da França.[7]
- 2010. Doutorado Honoris Causa em Ciências Sociais - Universidade de Antioquia (Colômbia).
- 2002. Prêmio Nacional Vida e Obra - Ministério da Cultura.
- 2001. Menção de Honra, Categoria Científica - Mulheres de Sucesso.
- 1998. Distinção Oficial da Ordem da Democracia - Câmara de Deputados da Colômbia.
- 1993. Premio Honra ao Mérito Cultural. Prefeitura Municipal de Bogotá.
- 1984. Honra ao Mérito - III Congresso de Antropologia da Colômbia.
- 1971. Bolsa - John Guggenheim Memorial Foundation de Nova York.